# Европа на нациите и свободата
Европа на нациите и свободата (ЕНС) (на английски: Europe of Nations and Freedom, ENF) е политическа група в Европейския парламент, създадена на 15 юни 2015 г. Със своите 36 представители, групата е най-малката в Европарламента.
ЕНС е парламентарната група на Движение за Европа на нациите и свободата и Европейски алианс за свобода.

## История
След изборите за Европейски парламент през 2014 г. на 22 – 25 май 2014 г., „Европейският алианс за свобода“ (EAF), включващ десни и крайнодесни партии от цяла Европа, предявява желание да се образува стабилна парламентарна група в Европейския парламент преди началото на 8-ия му мандат. Предишният опит да се образува крайно дясна група в Европейския парламент по време на 6-и мандат е с „Идентичност, традиция, суверенитет“ (ITS) от 2007 г.
На 28 май 2014 г. на пресконференция в Брюксел е съобщено, че съюзът, ръководен от Марин Льо Пен, Герт Вилдерс и Матео Салвини, е в преговори за сформиране на парламентарна група. На 24 юни 2014 г. Льо Пен не успява да събере необходимите 25 депутати от 7 страни – членки на ЕС, като по този начин започва парламентарния мандат с независими членове.
На 15 юни 2015 г. Марин Льо Пен обявява, че в новата група в Европейския парламент ще се включат евродепутати от Националния фронт, Партия за свобода, Северната лига, Партия на свободата на Австрия, Фламандски интерес, Полски конгрес на ново право, както и бившия член на Партия на независимостта на Обединеното кралство Джанис Аткинсън. През юли 2015 г. Европейския парламент решава групата да получава по €3 млн. от фондовете.

## Членове
ЕНС има 36 депутати от 9 държави.
| Държава            | #  | Национална партия                                                                           | Депутати                      | Европартия                                |
| ------------------ | -- | ------------------------------------------------------------------------------------------- | ----------------------------- | ----------------------------------------- |
| Австрия            | 4  | Партия на свободата на Австрия (FPÖ) Freiheitliche Partei Österreichs                       | Франц Обермайер               | Европейски алианс за свобода              |
| Австрия            | 4  | Партия на свободата на Австрия (FPÖ) Freiheitliche Partei Österreichs                       | Георг Майер                   | Европейски алианс за свобода              |
| Австрия            | 4  | Партия на свободата на Австрия (FPÖ) Freiheitliche Partei Österreichs                       | Харалд Вилимски               | Движение за Европа на нациите и свободата |
| Австрия            | 4  | Партия на свободата на Австрия (FPÖ) Freiheitliche Partei Österreichs                       | Барбара Капел                 | Движение за Европа на нациите и свободата |
| Белгия             | 1  | Фламандски интерес (VB) Vlaams Belang                                                       | Геролф Анеманс                | Движение за Европа на нациите и свободата |
| Франция            | 16 | Национален съюз (RN) Rassemblement National                                                 | Франс Жаме                    | Движение за Европа на нациите и свободата |
| Франция            | 16 | Национален съюз (RN) Rassemblement National                                                 | Мари-Кристин Арноту           | Движение за Европа на нациите и свободата |
| Франция            | 16 | Национален съюз (RN) Rassemblement National                                                 | Никола Бе                     | Движение за Европа на нациите и свободата |
| Франция            | 16 | Национален съюз (RN) Rassemblement National                                                 | Доминик Билде                 | Движение за Европа на нациите и свободата |
| Франция            | 16 | Национален съюз (RN) Rassemblement National                                                 | Мари-Кристин Бутоне           | Движение за Европа на нациите и свободата |
| Франция            | 16 | Национален съюз (RN) Rassemblement National                                                 | Стив Брио                     | Движение за Европа на нациите и свободата |
| Франция            | 16 | Национален съюз (RN) Rassemblement National                                                 | Жак Коломбие                  | Движение за Европа на нациите и свободата |
| Франция            | 16 | Национален съюз (RN) Rassemblement National                                                 | Силви Годин                   | Движение за Европа на нациите и свободата |
| Франция            | 16 | Национален съюз (RN) Rassemblement National                                                 | Жан-Франсоа Жалк              | Движение за Европа на нациите и свободата |
| Франция            | 16 | Национален съюз (RN) Rassemblement National                                                 | Жил Лебретон                  | Движение за Европа на нациите и свободата |
| Франция            | 16 | Национален съюз (RN) Rassemblement National                                                 | Кристел Льошвалие             | Движение за Европа на нациите и свободата |
| Франция            | 16 | Национален съюз (RN) Rassemblement National                                                 | Филипе Луисьо                 | Движение за Европа на нациите и свободата |
| Франция            | 16 | Национален съюз (RN) Rassemblement National                                                 | Доминик Мартин                | Движение за Европа на нациите и свободата |
| Франция            | 16 | Национален съюз (RN) Rassemblement National                                                 | Жоел Мелин                    | Движение за Европа на нациите и свободата |
| Франция            | 16 | Национален съюз (RN) Rassemblement National                                                 | Жан-Люк Шафхаузер             | Движение за Европа на нациите и свободата |
| Франция            | 16 | Национален съюз (RN) Rassemblement National                                                 | Милен Трожински               | Движение за Европа на нациите и свободата |
| Германия           | 1  | Синята партия (BP) Die blaue Partei                                                         | Маркус Прецел (от 1 май 2016) | Няма                                      |
| Италия             | 6  | Северна лига (LN) Lega Nord                                                                 | Мара Бицото                   | Движение за Европа на нациите и свободата |
| Италия             | 6  | Северна лига (LN) Lega Nord                                                                 | Марио Боргезио                | Движение за Европа на нациите и свободата |
| Италия             | 6  | Северна лига (LN) Lega Nord                                                                 | Анджело Чока                  | Движение за Европа на нациите и свободата |
| Италия             | 6  | Северна лига (LN) Lega Nord                                                                 | Лоренцо Фонтана               | Движение за Европа на нациите и свободата |
| Италия             | 6  | Северна лига (LN) Lega Nord                                                                 | Марко Зани                    | Движение за Европа на нациите и свободата |
| Италия             | 6  | Северна лига (LN) Lega Nord                                                                 | Данило Оскар Ланчини          | Движение за Европа на нациите и свободата |
| Нидерландия        | 4  | Партия на свободата (PVV) Partij voor de Vrijheid                                           | Марсел де Грааф               | Няма                                      |
| Нидерландия        | 4  | Партия на свободата (PVV) Partij voor de Vrijheid                                           | Андре Елисен                  | Няма                                      |
| Нидерландия        | 4  | Партия на свободата (PVV) Partij voor de Vrijheid                                           | Олаф Стугер                   | Няма                                      |
| Нидерландия        | 4  | Партия на свободата (PVV) Partij voor de Vrijheid                                           | Аук Зийлстра                  | Няма                                      |
| Полша              | 2  | Полски конгрес на ново право (KNP) Kongres Nowej Prawicy                                    | Михал Марусик                 | Европейски алианс за свобода              |
| Полша              | 2  | Полски конгрес на ново право (KNP) Kongres Nowej Prawicy                                    | Станислав Зьолтек             | Няма                                      |
| Обединено кралство | 1  | Независим                                                                                   | Джанис Аткинсън               | Няма                                      |
| Чехия              | 0  | Свобода и пряка демокрация – Томио Окамура (SPD) Svoboda a přímá demokracie – Tomio Okamura |                               | Няма                                      |